# هسلینگن
هسلینگن (به آلمانی: Heeslingen) یک شهر در آلمان است که در Zeven واقع شده‌است.
 هسلینگن  ۴٬۸۲۶ نفر جمعیت دارد.